# Minka

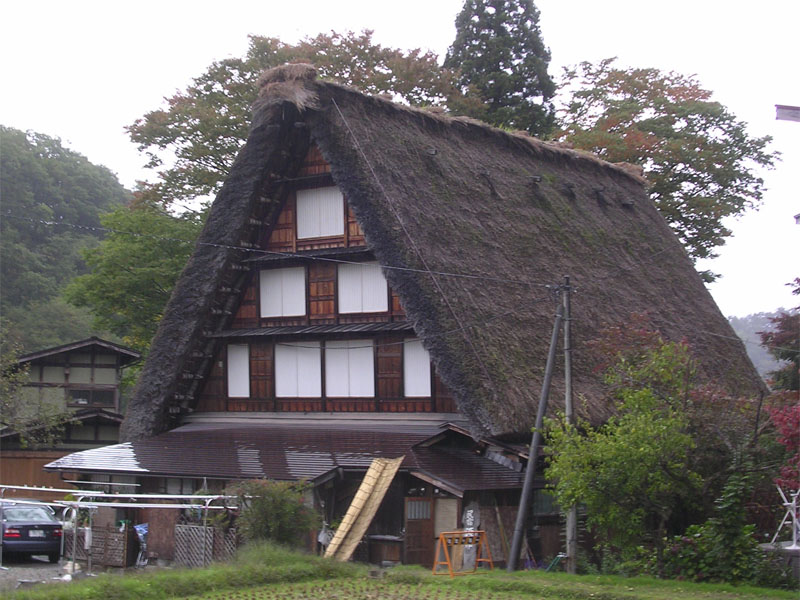
Una casa (minka) d'estil (gasshō-zukuri) al poble de Shirakawa, a la prefectura de Gifu

Una Minka (en japonès 民家, literalment casa popular o casa de la gent, siguent min 民 "persona" i ka 家 "casa") és una casa rural vernacular del Japó construïda en qualsevol dels diversos estils arquitectònics tradicionals japonesos.
En el context del shinōkōshō o les quatre divisions de la societat, el sistema de classificació social tradicional xinès que també es va implantar amb variacions al Japó ("Shi, nō, kō, shō", 士農工商, és a dir, aristocràcia i samurais, pagesos, artesans i comerciants) les minka eren els habitatges de grangers, artesans i comerciants (és a dir, les tres castes no samurais). Aquesta connotació ja no existeix a la llengua japonesa moderna, i qualsevol residència tradicional d'estil japonès prou antiga es podria anomenar minka, tot i que es reserva habitualment per als habitatges rurals o de pescadors.

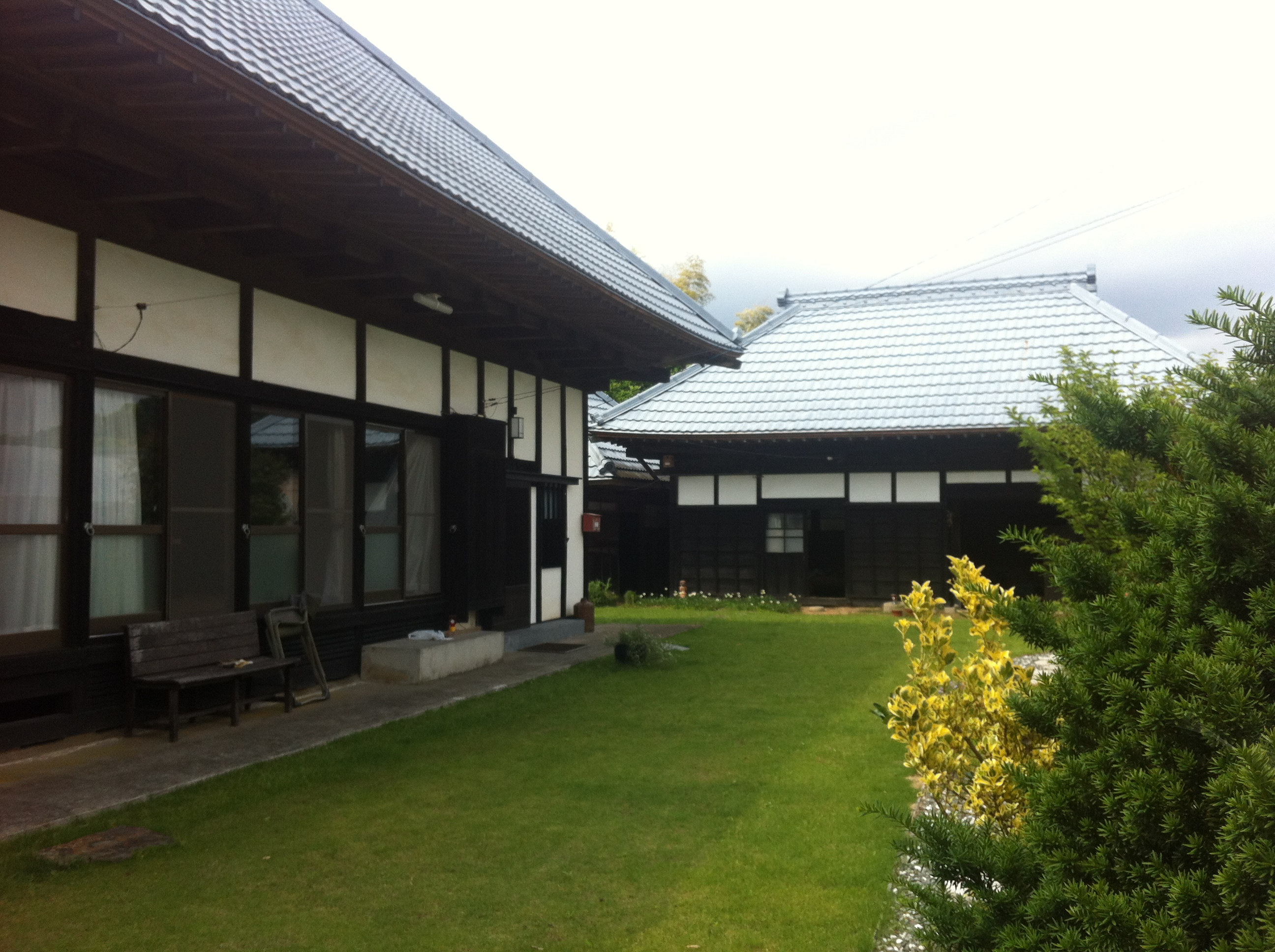
Masia Okugame minka

Les minka es caracteritzen per la seva volumetria compacta i la forma i estructura de la coberta, que és un element predominant del conjunt. Aquesta tipologia es va desenvolupar al llarg de la prehistòria i la història del Japó, i durant el període Edo (1603-1867) van establir-se els tipus i estils coneguts avui dia.

## Tipus

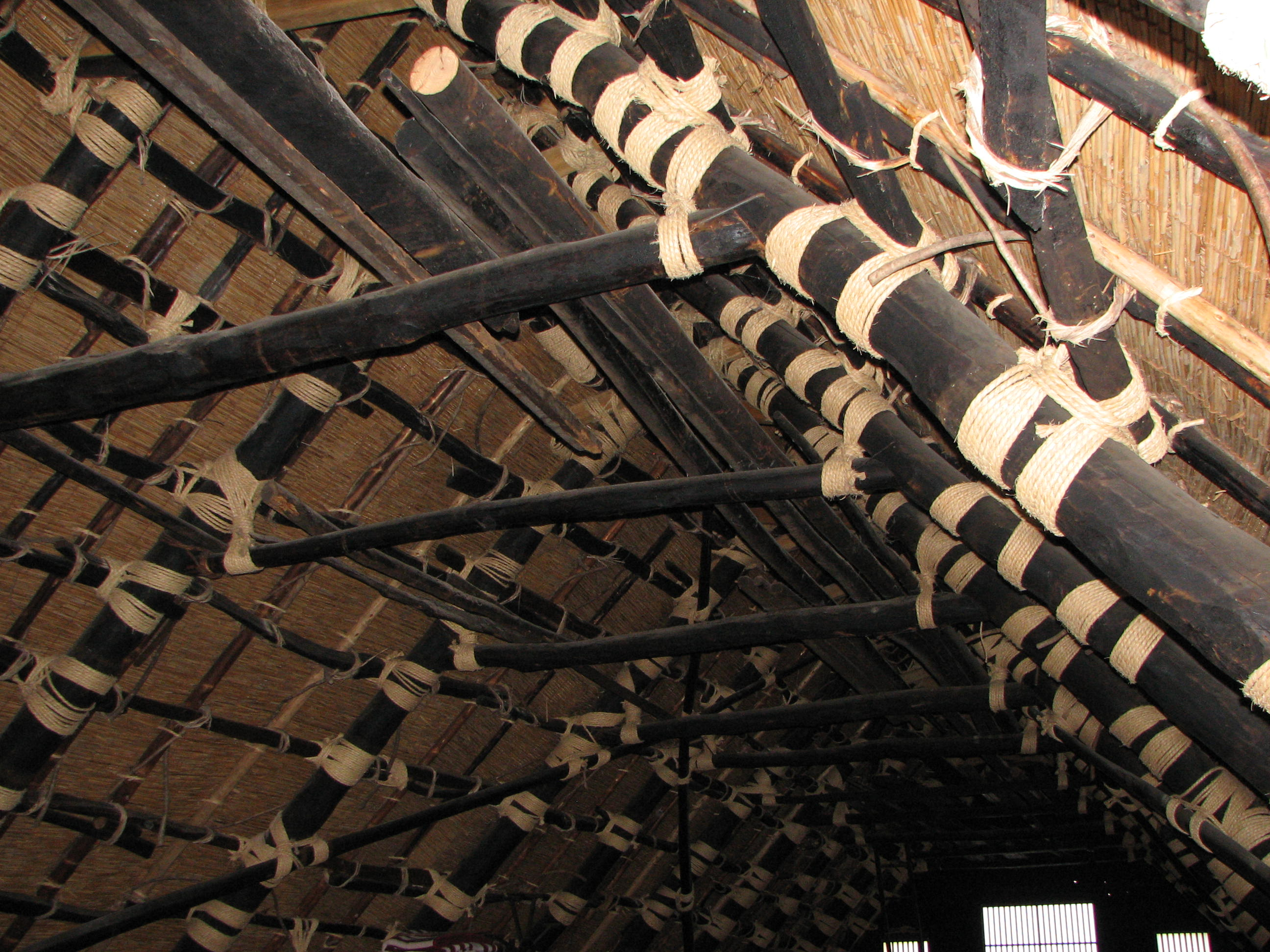
Coberta d'estil (Gasshō)

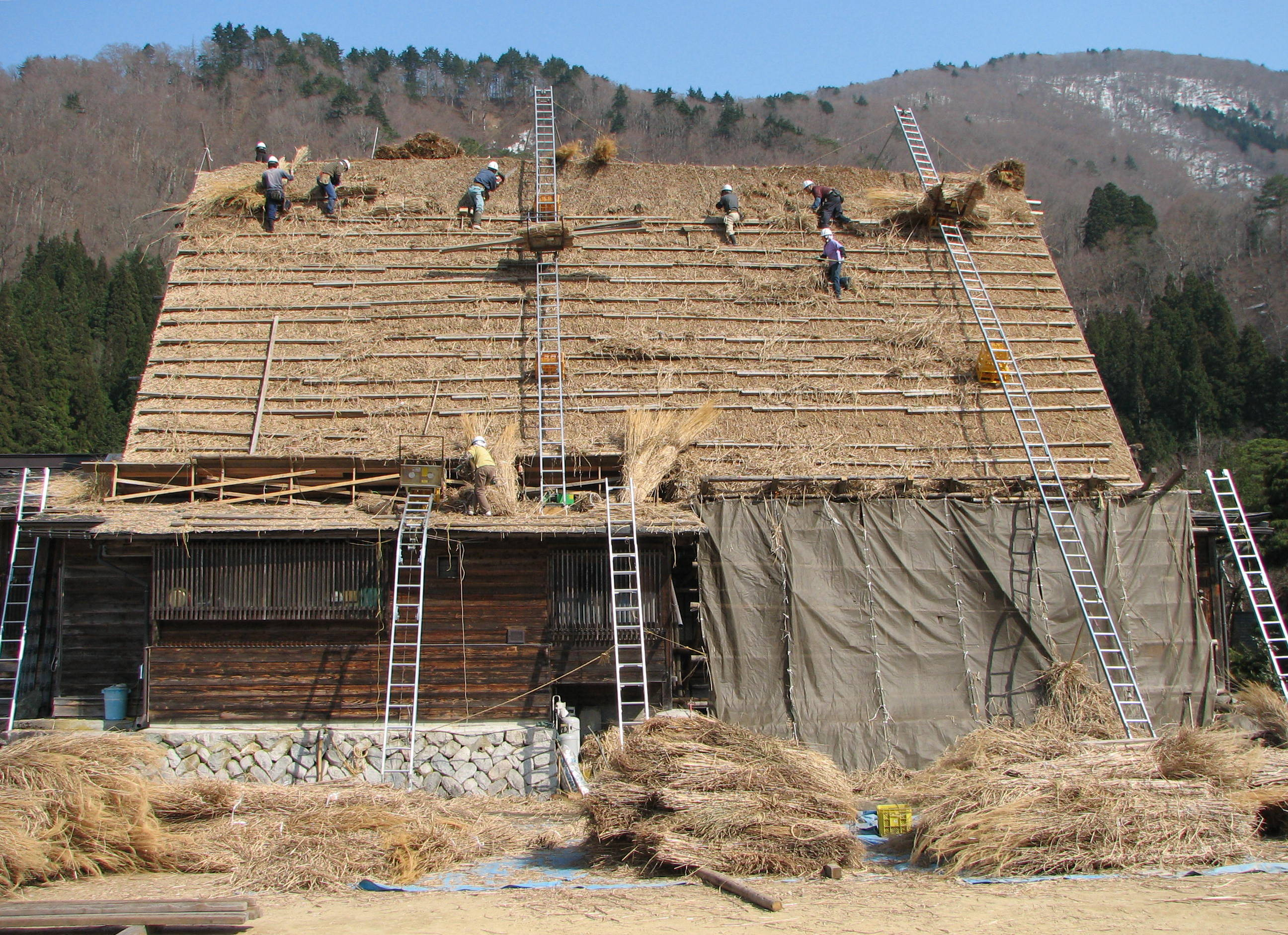
(Gasshō-zukuri) en reparació

Les minka poden ser de diversos estils i mides, en gran part com a resultat de les diferents condicions geogràfiques i climàtiques, així com de l'estil de vida dels seus habitants. Generalment es divideixen en quatre classes: masies nōka (農家), cases de poble o urbanes machiya (町屋), habitatges de pescadors gyoka (漁家) i habitatges de muntanya sanka (山家).
A diferència d'altres formes d'arquitectura japonesa (com les de l'estil sukiya 数寄屋), l'estructura és més important que la planta o distribució. Les minka, que com tota l'arquitectura tradicional japonesa són fetes amb estructura de fusta, es construeixen amb pilars que marquen les crugies principals, formen l'estructura bàsica i suporten la càrrega estructural de l'edifici, i amb uns pilars secundaris que se situen per adaptar-se a les disposicions funcionals de la planta.
Malgrat la gran varietat de minka, hi ha vuit formes bàsiques:
- El tipus en 'U invertida' consta de dos pilars verticals units a la part superior amb una biga horitzontal; aquests pòrtics es poden unir després amb bigues laterals. La biga es pot fixar a la part superior del pilar ja sigui recolzant-s'hi o mitjançant un encaix de caixa i metxa. Aquest mètode es troba sovint en les minka de l'illa de Shikoku.[3]
- El tipus en 'escala' té pòrtics formats per pilars i bigues connectats amb bigues més grans, incloses bigues que estan més a prop del nivell de la fonamentació. Aquesta forma d'estructura es va originar a les cases adossades machiya del període Edo. El sistema permet la col·locació irregular de pilars i, per tant, permet flexibilitat en l'adaptació a l'espai disponible i a les funcions a resoldre.
- A l'estil 'paraigua', quatre bigues irradien des d'un pal central, formant una planta quadrada. Els pilars perimetrals que reben aquestes bigues se situen al centre de cada costat de la planta, més que no pas als vèrtex. Les minka d'aquest tipus sovintegen a la prefectura de Shiga.[5]
- El tipus 'en creu' té dues bigues que es creuen en angle recte amb els pilars al centre dels costats. Sovint s'utilitza per a minka molt petites que no tenen altres pilars, o bé per a minka grans a la part que té el terra fet en terra piconada (dōma). Aquest estil sovinteja a les prefectures de Shiga i Fukui.
- La tipologia en 'creus paral·leles' es troba a la prefectura de Shizuoka. Acostumen a cobrir una àrea de 5 per 10 metres. Aquest sistema dobla l'estructura 'en creu' amb dues creus i vuit pilars.
- El tipus 'en caixa' connecta quatre o més pòrtics de bigues i pilars per crear una estructura semblant a una caixa. Va ser ideat en el període Edo i es pot trobar a les prefectures de Toyama i Ishikawa.[6]
- La 'caixa interconnectada' es pot trobar a Kyoto i Osaka.
- El tipus de 'bigues sobreaixecades' és una forma que permet un millor aprofitament del segon pis. Utilitza bigues que s'eleven des dels pilars fins a un carener secundari que queda per sota del que formen les bigues.[7] Les masies amb sostre de palla basades en l'estructura de 'biga sobreaixecada es poden classificar encara més en quatre tipus principals:
  - El yojiro-gumi i el wagoya (和小屋) són rars. Aquest darrer, però, és popular per a les cases machiya. Molt més comuns són els tipus sasu (扠首), també conegut com a gasshō (合掌) i odachi.[8][9]

L'estil odachi té bigues, travesses i pilarets curts per suportar el carener. Històricament, aquests pilars arribaven fins a terra donant lloc a una filera de pilars que dividien la casa pel seu centre. Tot i que aquests pilars es podien acomodar a la disposició de la casa principal, eren poc pràctics a la zona d'entrada amb terra de terra, per la qual cosa es van ometre i es va utilitzar una estructura especial de bigues. Aquest estil va ser molt utilitzat fins al període Edo quan es va afavorir l'estil sasutot i que ambdós tipus s'havien utilitzat simultàniament des de temps antics.
L'estil sasu és una forma triangular més senzilla amb un parell de bigues unides a la part superior per suportar el pilar del carener. Els extrems d'aquestes bigues s'afuaven formant la metxa que encaixava en la caixa a cada extrem del travesser. Com que aquest sistema no es basa en pilars centrals, deixa una planta més lliure que l'estil odachi.

## Disseny de laplanta

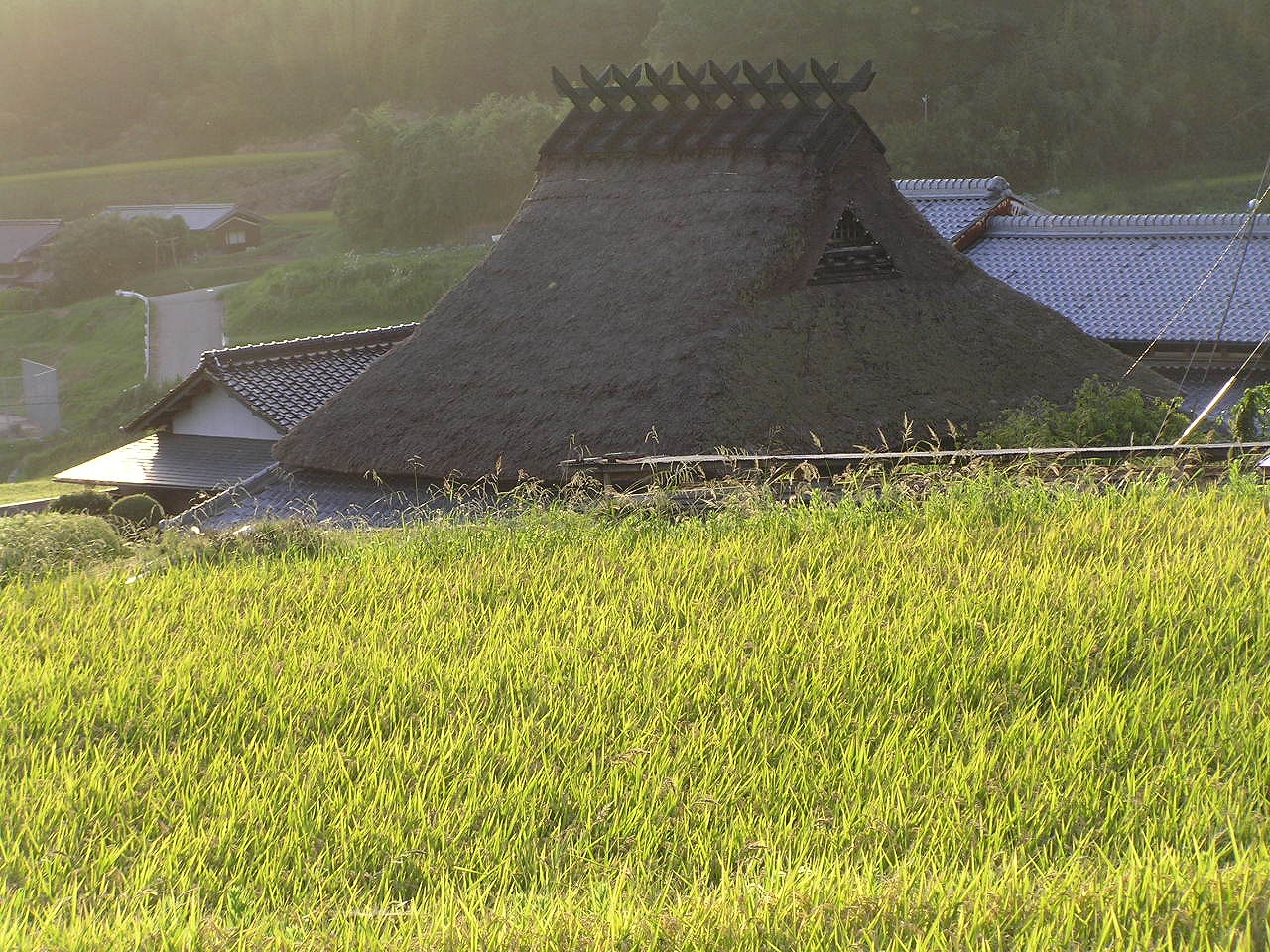
Estructures decoratives de coberta al carener d'un sostre de palla, originalment necessàries per a la seva fixació

Hi havia dos mètodes principals per establir la planta de la minka. El mètode kyoma (京間) utilitza la mida modular del tatami (畳), mentre que el mètode inakama (田舎間) es basa en l'espaiat de columnes.
El mètode kyoma funciona bé per a minka sense columnes centrals, ja que les estores i els dos tipus de particions lliscants (fusuma 襖, i shōji 障子) es poden basar en una mida estàndard. S'utilitzava principalment a les minka a l'oest del Japó. El mètode té els seus inconvenients si s'utilitza amb pilars perquè les variacions en l'amplada del pilar poden dificultar la prefabricació de les particions lliscants.
El mètode inakama es basa en la distància entre el centre d'un pilar i el centre del pilar adjacent i es va utilitzar principalment a la part oriental del Japó.

## Construcció global

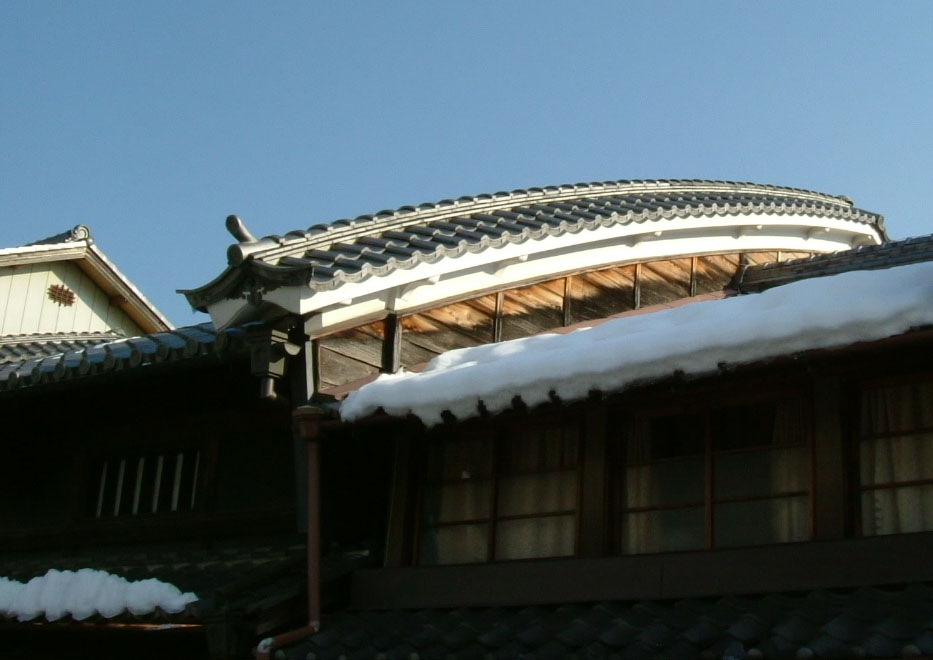
Remat udatsu cobert de teules que sobresurten sobre la coberta

La mida, la construcció i la decoració d'una minka depenien de la seva ubicació, el clima i l'estatus social del seu propietari.
Les minka estaven influenciades per les tècniques constructives locals i es van construir amb materials disponibles fàcilment. Per exemple, la minka de Shizuoka utilitzava abundant bambú per a teulades, ràfecs, portes i terres. Quan les canyes de miscanthus o eulàlia eren difícils d'aconseguir per als sostres de palla, s'utilitzaven teules ceràmiques;  a les zones volcàniques s'utilitzaven joncs o taulers en lloc d'argila per a les parets.
Com a tota arquitectura vernacular, el clima és crucial en la seva definició i construcció. Per exemple, a Kyoto, a finals dels períodes Heian i Muromachi, les cobertes estaven revestides amb teules fetes de llates primes de fusta, i els habitants posaven pedres a sobre per evitar que les teules volessin amb el vent.
L'estatus social del propietari d'una minka s'indicava per la mida, la deciració i la complexitat de l'edifici. Per a les minka amb coberta de palla el nombre d'elements de fusta decoratius del carener (umanori 馬乗り) o les feixes de canyes de miscanthus al llarg del carener, eren un bon indicador de la importància de l'estatus del propietari al poble. Per a les machiya, la presència i l'elaboració d'un udatsu (卯立) —un mur separador que es projecta per sobre de la línia de coberta— té un estatus similar. L'udatsu tenia la funció de tallafocs, però inicialment va ser un mètode per establir l'abast de la propietat a les llargues fileres de cases adossades.
Durant l'evolució de la minka, les cases adossades machiya van canviar gradualment la seva construcció des de materials peribles i inflamables a altres de naturalesa més duradora. Les cobertes de palla es van substituir per teules i les fustes vistes es van cobrir amb capes d'arrebossat d'argila o calç.
Les minka propietat de persones d'un estatus social superior van començar a incorporar elements de l'estil shoin, especialment a les sales d'estar. Els tipus d'elements incorporats estaven limitats per lleis sumptuàries per preservar les estrictes distincions de classe.

## Coberta

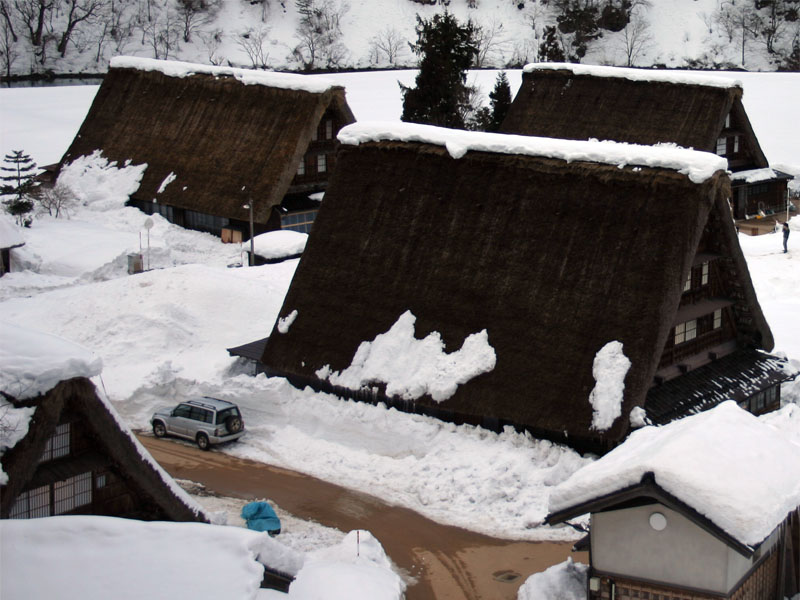
Minka en estil Gasshō-zukuri a Gokayama envoltades de neu.

Hi ha quatre tipus de forma de coberta que es poden diferenciar a les minka:
- La majoria de machiya tenen teulades a dues aigües kirizuma (切妻) cobertes de llates de fusta o de teules, i inclinades a banda i banda de la casa.
- La majoria de les nōka tenen cobertes a quatre vessants d'estil yosemune (寄せ棟) de palla;
- o el sostre més elaborat irimoya (入母屋), amb múltiples frontons i una combinació de seccions de palla i seccions de teules.
- Finalment, el hogyo (方形) també s'inclina vers quatre direccions però té una forma més piramidal.
L'objectiu principal de donar una forma o una altra a les cobertes de les minka era adaptar-se a les grans precipitacions experimentades a moltes parts del Japó. Un sostre de pendent pronunciat permet que la pluja i la neu llisquin fàcilment, evitant que l'aigua entri per la teulada a l'habitatge i, en menor mesura, evita que la palla es mulli massa i comenci a podrir-se.
Al cim i altres llocs on s'ajuntaven trams de coberta s'hi afegien decoracions. Les cobertes de palla tenien capes retallades o transversals de palla, pals de bambú o taulons de fusta. Les cobertes de teules tenen una varietat de plaques decoratives als extrems del carener, per exemple en forma de peix (shachi 鯱). També tenien plaques circulars als extrems de les teules al ràfec anomenades gatō (瓦当) que ajudaven a desviar la pluja.

## Interior de la casa rural

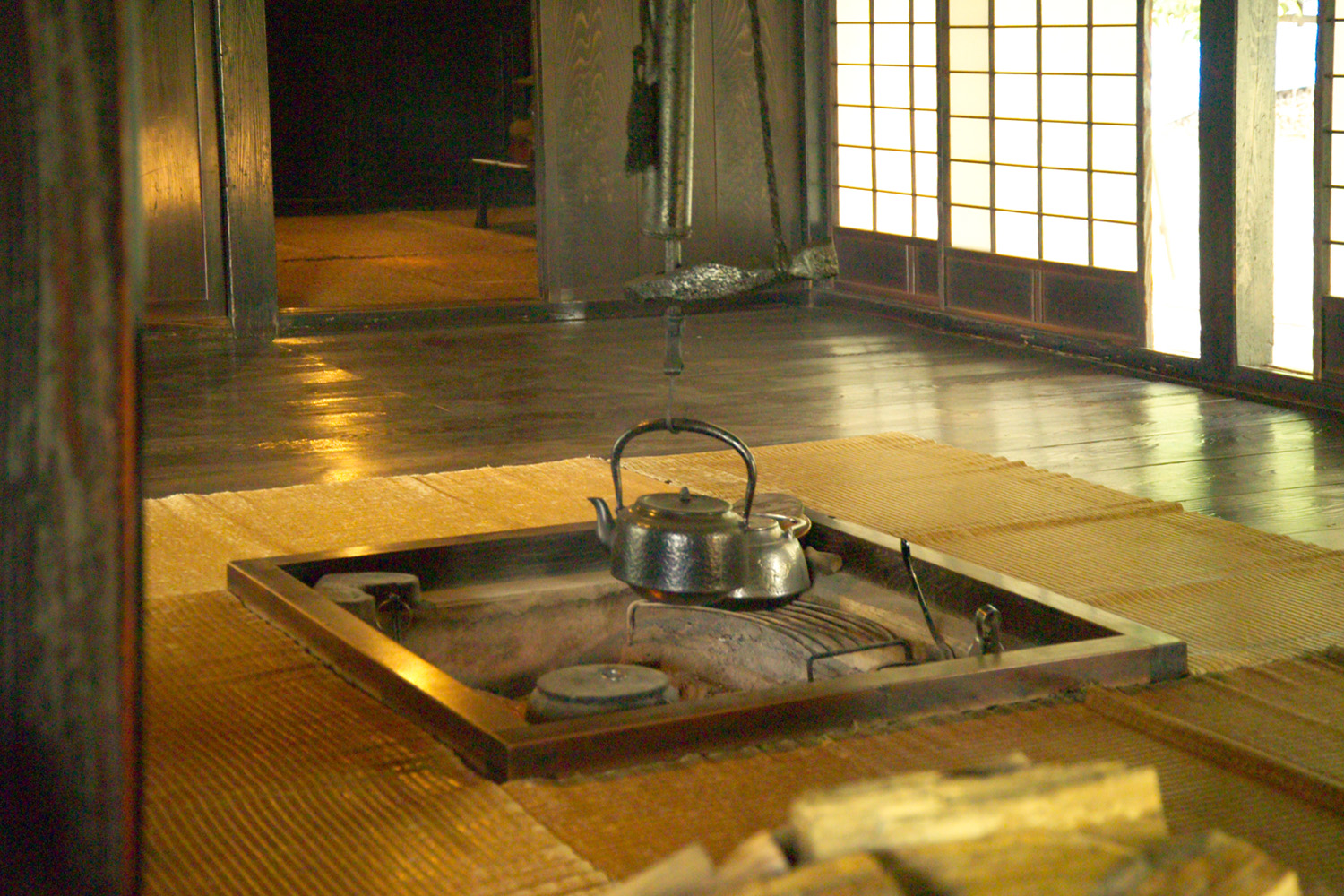
Llar de foc a terra irori (囲炉裏)

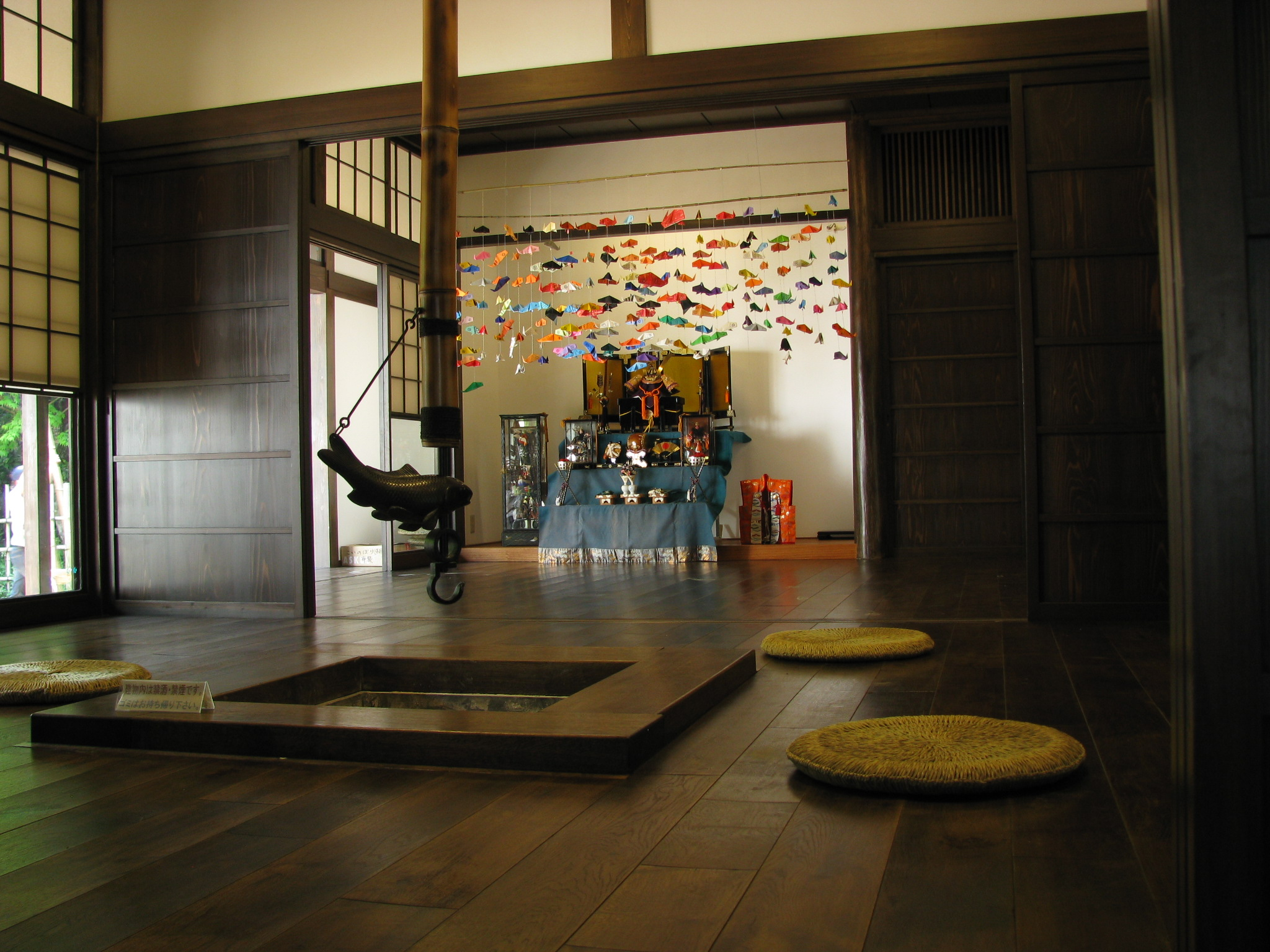
Un ganxo de llar jizaikagi (自在鉤, o 自在かぎ) amb contrapès en forma de peix

Els ràfecs profunds de la teulada de la masia ajuden a protegir l'interior de la pluja torrencial. Impedeixen que el sol entri a l'interior durant l'estiu i permeten que els raigs de sol més baixos de l'hivern escalfin la casa. Sovint hi ha una terrassa de fusta (engawa 縁側 o 掾側) al voltant de la casa sota el ràfec i protegida a l'exterior per persianes de tempesta. A les zones on hi ha molta neu, pot haver-hi una zona rebaixada de terra fora de la veranda més protegida per persianes que ajuden a evitar que la neu entri bufada a l'interior.
L'interior d'una minka es dividia generalment en dues seccions: un terra de terra compactada, anomenat doma (土間), el precursor d'un Genkan, i un terra de fusta elevat al voltant dels 50 cm per sobre del nivell del doma, anomenat hiroma (広間). A les cases més grans i riques, hi havia una àrea o conjunt d'habitacions cobertes de tatami o estores mushiro, anomenada zashiki (座敷). Les grans masies de vegades tenien un porxo interior elevat i amb terra de fusta (hiroshiki 広敷) que separava el doma i les zones de tatami. A les cases més antigues, com la casa Yoshimura del segle XVII, aquesta zona de separació era de fins a 2,5 metres d'ample i sembla que els criats hi dormien.
El pis elevat sovint incloïa una llar de foc encastada, reminiscent del FiC a terra primitiu, anomenada irori (囲炉裏). Per sobre de la llar plena de cendres penjaria una tetera suspesa del sostre per un ganxo de llar ajustable fet de fusta, metall i bambú. Aquest jizaikagi (自在鉤, o 自在かぎ) es podia pujar o baixar depenent de la quantitat de calor requerida i sovint al contrapès se li donava forma decorativa de peixos o fulles. A la masia no hi havia xemeneia i el fum de l'irori travessava la coberta, assecant la palla o les canyes, ensutjant-les i fent-les més duradores, i dissuadint els insectes d'instal·lar-s'hi. L' irori era el centre de comunicació de la casa on la família es reunia per xerrar i menjar, i era un lloc acollidor al voltant per dormir.
Tot i que hi havia molts arranjaments possibles de les habitacions d'una casa, una de les més comunes, anomenada yomadori (四間取り), constava de quatre habitacions a la part del pis elevat de la casa, adjacent al doma. Amb el temps, la disposició i la mida d'aquestes habitacions es va flexibilitzar amb l'ús de particions corredisses de fusuma i shōji.
L'estatus social del propietari de la casa regia les convencions de les seves relacions socials a la casa. Per exemple, les persones amb el rang més baix s'asseien a terra, mentre que els que estaven per sobre d'ells s'asseien al hiroshiki, o catifes de palla, i els que estaven encara per sobre, a les habitacions interiors amb peces de tatami. Els convidats d'honor s'asseien al seu costat, d'esquena al tokonoma (床の間). Els requisits de l'etiqueta social s'estenien a la família i hi havia posicions particulars de seient (yokoza 横座) situades al voltant de la llar.

## Cases rurals típiques de l'època Edo

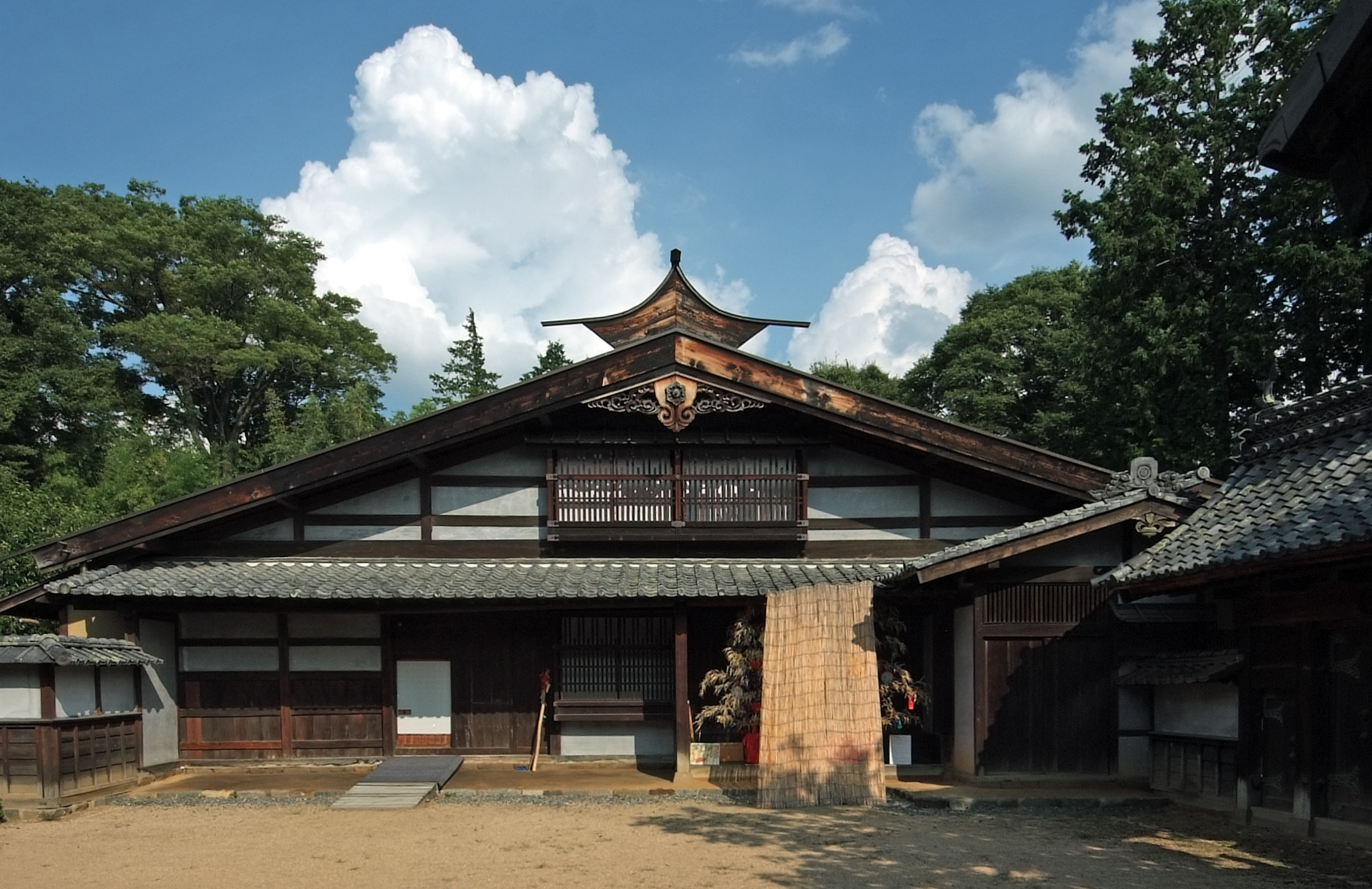
Casa d'estil honmune amb decoració d'ocells al frontó

Diversos estils de residències rurals van arribar a la maduresa durant el període Edo. Aquests en són alguns exemples rellevants:

### Gasshō
Les minka d'estil gasshō-zukuri (合掌造) tenen grans cobertes, basades en el sistema estructural sasu. El seu nom deriva de la semblança de la forma de la coberta amb dues mans en pregària. Es troben amb freqüència a la prefectura de Gifu. Les plantes superiors de les cases de dos i tres pisos eten habitualment destinades a la sericultura, amb espai d'emmagatzematge per a safates de cucs de seda i fulles de morera.

### Honmune
Honmune-zukuri (本棟造) significa "carener veritable". Aquest estil té una planta gairebé quadrada amb una coberta a dues aigües feta amb taulers de fusta. El tester a dues aigües de la casa és especialment impressionant per la seva composició de bigues, ràfecs i tirants. El frontó està habitualment rematat per un ornament semblant a un ocell anomenat suzume-odori (雀踊り). Es poden trobar cases d'aquest tipus a les prefectures de Gunma, Nara, Yamaguchi i Kouchi.

## Conservació

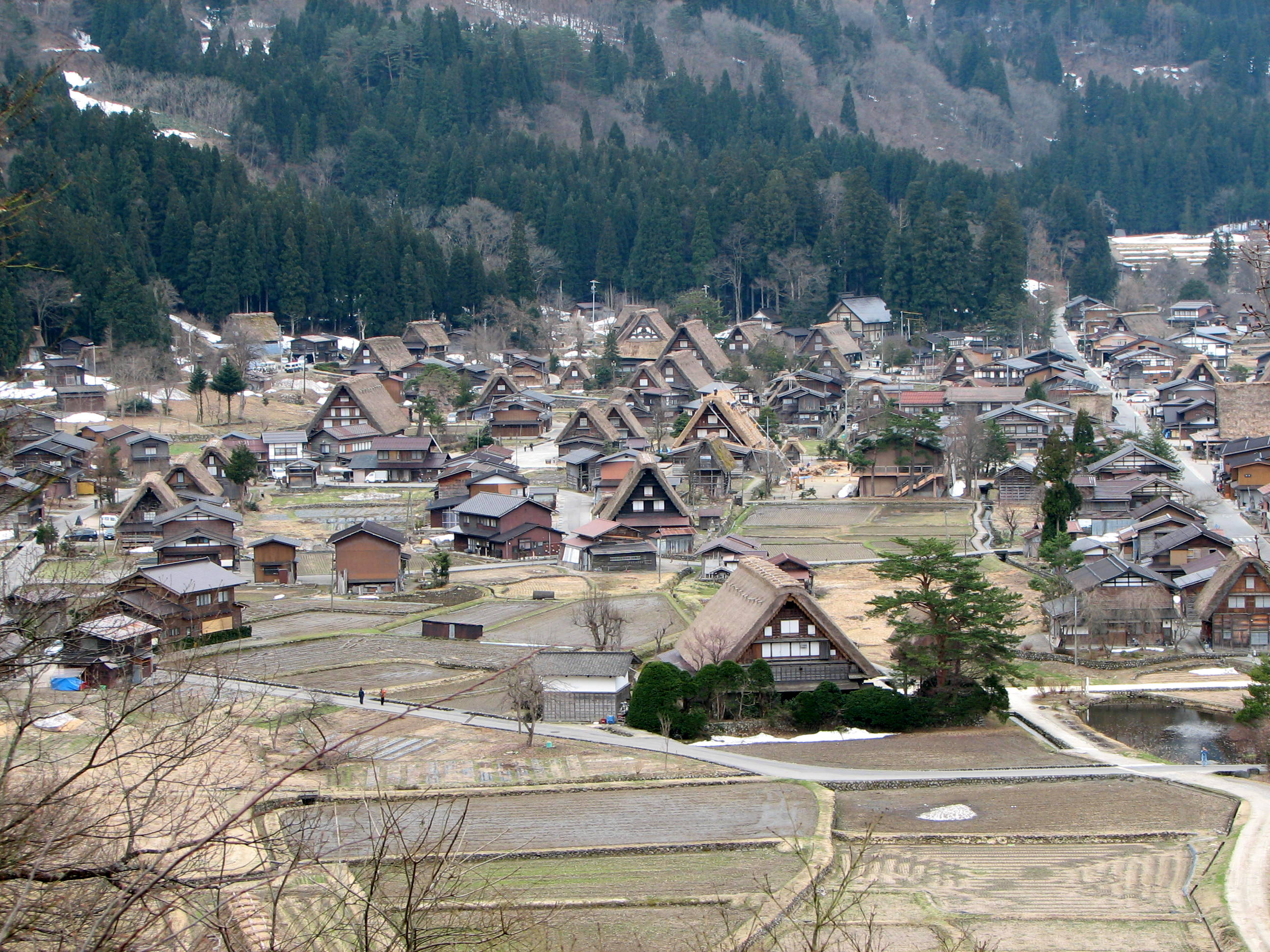
(Gasshō-zukuri), al poble d'Ogimachi

Les minka es tracten generalment com a llocs històrics, i moltes han estat catalogades per a la seva preservació pels municipis o el govern nacional. L'enorme variació regional de minka també s'ha conservat en museus a l'aire lliure com Nihon Minka-en a Kawasaki, on es mostren exemples d'arreu del Japó. Algunes minka s'han convertit en hotels i restaurants per assegurar la seva conservació.
Cal destacar especialment els conjunts de gasshō-zukuri que es conserven a dos pobles del centre del Japó: Shirakawa a la prefectura de Gifu i Gokayama a la prefectura de Toyama. Ambdós han estat designats Patrimoni de la Humanitat per la UNESCO.
El 1997 es va establir l'Associació japonesa de reutilització i reciclatge de minka (JMRA) per promoure els beneficis i la conservació de les minka. Una minka que pertanyia a la família Yonezu va ser adquirida per la JMRA i donada als Jardins Botànics de Kew a Anglaterra, com a part del Festival Japó 2001. L'estructura de fusta es va desmuntar, enviar i tornar a muntar a Kew amb nous murs i una coberta de palla.